# 베이징 타이거스
베이징 타이거스(중국어: 北京猛虎隊 북경맹호대[*])는 중국 베이징을 연고로 하는 중국야구리그(CBL)의 소속팀이다. 1975년 창단 이후 2002년 중국야구리그 첫 해부터 합류하였다. 홈 구장은 2006년까지 펑타이 야구장이였으나 펑타이 야구장이 2008년 하계 올림픽에 대비해 펑타이 소프트볼 경기장으로 개축됨에 따라 현재 루창 지역에 있는 야구장이 홈 구장이다.

## 같이 보기
- 중국의 야구 리그
- 중국야구협회

1. ↑  이 우승 기록은 CNBL리그 우승 기록이다.